# Liste der Kulturdenkmäler in Hamm (Eifel)
In der Liste der Kulturdenkmäler in Hamm sind alle Kulturdenkmäler der rheinland-pfälzischen Ortsgemeinde Hamm aufgeführt. Grundlage ist die Denkmalliste des Landes Rheinland-Pfalz (Stand: 27. Juni 2022).

## Denkmalzonen
| Bezeichnung           | Lage             | Baujahr                | Beschreibung | Bild                           |
| --------------------- | ---------------- | ---------------------- | --- | ------------------------------ |
| Denkmalzone Burg Hamm | Hauptstraße Lage | ab dem 14. Jahrhundert | im Kern spätmittelalterlich, heutiges Erscheinungsbild von 1895/96; Umfassungsmauer im Wesentlichen wohl noch aus dem 14. Jahrhundert mit zwei Türmen, (links) 14. Jahrhundert, (rechts) 19. Jahrhundert, Bergfried, 14. Jahrhundert; viergeschossiges Burghaus, bezeichnet 1586, im Kern wohl aus dem 14. Jahrhundert; zweigeschossige Burgkapelle, bezeichnet 1700, drei Renaissancegrabmäler; Fragment eines spätgotischen Nischenkreuzes; im 1891 angelegten Garten Schalenbrunnen, 1900 | weitere Bilder Fotos hochladen |

## Einzeldenkmäler
| Bezeichnung | Lage                               | Baujahr | Beschreibung                                     | Bild            |
| ----------- | ---------------------------------- | ------- | ------------------------------------------------ | --------------- |
| Grabkreuz   | nordöstlich des Ortes Lage         | 1763    | Grabkreuz, bezeichnet 1763                       | Fotos hochladen |
| Wegekreuz   | südlich des Ortes an der K 71 Lage | 1331    | hohes Schaftkreuz, bezeichnet 1331 (?)           | BW              |
| Wegekreuz   | südöstlich des Ortes Lage          |         | Wegekreuz; Nischenpfeiler in gotischer Tradition | BW              |